# Округ Џеф Дејвис (Џорџија)
Округ Џеф Дејвис (енгл. Jeff Davis County) је округ у америчкој савезној држави Џорџија.

## Демографија
По попису из 2010. године број становника је 15.068, што је 2.384 (18,8%) становника више него 2000. године.
| Група             | 2000.         | 2010.          |
| Белци             | 9.992 (78,8%) | 11.056 (73,4%) |
| Афроамериканци    | 1.920 (15,1%) | 2.224 (14,8%)  |
| Азијати           | 56 (0,4%)     | 70 (0,5%)      |
| Хиспаноамериканци | 651 (5,1%)    | 1.577 (10,5%)  |
| Укупно            | 12.684        | 15.068         |